# دریاچه هنری
دریاچه هِنری (به انگلیسی: Loch Henry)، دومین قسمت از فصل ششم مجموعه آنتولوژی علمی‌تخیلی بریتانیایی آینه سیاه است. فیلم‌نامه این قسمت توسط خالق سریال آینه سیاه یعنی چارلی بروکر نوشته شده و سم میلر وظیفه کارگردانی آن را برعهده داشته‌است. جان هانا، مونیکا دولان و دانیل پورتمن از جمله بازیگران این اپیزود هستند. دریاچه هِنری مثل دیگر اپیزودهای فصل ششم در تاریخ ۱۵ ژوئن ۲۰۲۳ توسط نت‌فلیکس منتشر شد. بروکر علاقه‌مند بود تا با استفاده از شیوهٔ ویدئوی پیداشده بتواند داستانی متفاوت را نسبت به قسمت‌های قبلی سریال آینه سیاه تعریف کند در نتیجه برخلاف بسیاری از اپیزودهای سریال، دریاچه هِنری فاقد ایده‌های علمی-خیالی است و از رئالیسم پیروی می‌کند.
دریاچه هِنری با استقبال بسیار خوبی از سوی منتقدان مواجه شد و برخی آن را بهترین قسمت فصل ششم توصیف کردند.

## داستان
دیویس، مستندساز جوانی است که به همراه دوست دخترش پیا برای ملاقات با مادرش به محل زادگاهش سفر می‌کند. روستایی سرسبز اما منزوی که سال‌ها قبل محلی برای جذب گردشگران بوده اما بعد از وقوع قتل‌هایی وحشیانه توسط فردی به نام «ایان آدایر» و حاشیه‌های مربوط به آن خیلی وقت است که از رونق افتاده‌است. پیا به دیویس اصرار می‌کند تا بر اساس این قتل‌ها یک مستند جذاب را کارگردانی کند. دیویس ابتدا زیربار نمی‌رود زیرا پدر خودش که پلیس بوده در همین جریان زخمی شده و کشته می‌شود. سرانجام دیویس می‌پذیرد که این کار را انجام دهد اما ساخت مستند دربارهٔ این قتل‌های مرموز او را با جنبه‌ای نامعلوم و ترسناک از ماجرا آشنا می‌کند که حتی پیش‌بینی آن را هم نمی‌کرده‌است